# پارادوکس پینوکیو

پارادوکس پینوکیو باعث می‌شود بینی پینوکیو رشد کند اگر و تنها اگر رشد نکند.

پارادوکس پینوکیو زمانی مطرح می‌شود که پینوکیو می‌گوید «اکنون بینی من دراز می‌شود» و نسخه‌ای از پارادوکس دروغگو است. پارادوکس دروغگو در فلسفه و منطق به صورت گزارهٔ «این جمله نادرست است» تعریف می‌شود. هرگونه تلاش برای نسبت دادن یک ارزش درستی باینری کلاسیک به این گزاره منجر به تناقض یا پارادوکس می‌شود. این اتفاق به این دلیل رخ می‌دهد که اگر گزارهٔ «این جمله نادرست است» درست باشد، پس نادرست است؛ این یعنی به لحاظ فنی درست است، اما همچنین نادرست هم هست و این چرخه بی‌انتها ادامه می‌یابد. اگرچه پارادوکس پینوکیو متعلق به سنت پارادوکس دروغگو است، اما یک مورد خاص به‌شمار می‌رود، زیرا فاقد گزاره‌های معناشناسی است، همان‌طور که مثلاً گزارهٔ «جملهٔ من نادرست است» دارای چنین گزاره‌هایی است.
پارادوکس پینوکیو هیچ ارتباطی به اینکه پینوکیو یک دروغگوی شناخته‌شده است ندارد. اگر پینوکیو بگوید «دارم خسته می‌شوم»، این جمله می‌تواند درست یا نادرست باشد، اما جملهٔ پینوکیو «اکنون بینی من دراز می‌شود» نمی‌تواند نه درست باشد و نه نادرست؛ بنابراین تنها این جمله است که پارادوکس پینوکیو (دروغگو) را ایجاد می‌کند.

## تاریخچه
پینوکیو قهرمان رمان کودکان ماجراهای پینوکیو نوشتهٔ نویسندهٔ ایتالیایی، کارلو کلودی، در سال ۱۸۸۳ است. پینوکیو، یک عروسک متحرک، به خاطر هر دروغی که می‌گوید با بلندتر شدن بینی‌اش تنبیه می‌شود. هیچ محدودیتی برای طول بینی پینوکیو وجود ندارد. با دروغ گفتن او، بینی‌اش بزرگ می‌شود و در یک نقطه آن‌قدر دراز می‌شود که حتی نمی‌تواند بینی‌اش را از «درب اتاق رد کند».
پارادوکس پینوکیو در فوریهٔ ۲۰۰۱ توسط ورونیک الدریج-اسمیت ۱۱ساله پیشنهاد شد. ورونیک دختر پیتر الدریج-اسمیت است که متخصص منطق و فلسفهٔ منطق است. پیتر الدریج-اسمیت پارادوکس دروغگو را برای ورونیک و برادر بزرگترش توضیح داد و از بچه‌ها خواست نسخه‌های خودشان از این پارادوکس معروف را ارائه دهند. ورونیک در چند دقیقه پیشنهاد داد: «پینوکیو می‌گوید: 'بینی من دراز خواهد شد.'» الدریج-اسمیت از این فرمول‌بندی پارادوکس توسط دخترش خوشش آمد و مقاله‌ای در این باره نوشت. این مقاله در مجلهٔ تحلیل منتشر شد و پارادوکس پینوکیو در اینترنت محبوبیت یافت.

## پارادوکس
پارادوکسی که توسط ورونیک پیشنهاد شد، «اکنون بینی من دراز می‌شود»، یا در زمان آینده: «بینی من دراز خواهد شد»، جای تفاسیر مختلفی را باقی می‌گذارد. در رمان، بینی پینوکیو با دروغ گفتن همچنان رشد می‌کند: «همچنان که حرف می‌زد، بینی‌اش، هرچند که بلند بود، دست‌کم دو اینچ دیگر درازتر شد.» به همین دلیل، منطق‌دان‌ها این سؤال را مطرح می‌کنند که اگر جملهٔ «بینی من دراز خواهد شد» تنها جمله‌ای بود که پینوکیو گفت، آیا او قبل از بیان این جمله دروغی گفته بود یا قرار بود دروغی بگوید؟ و چقدر طول می‌کشید تا بینی‌اش شروع به رشد کند؟
به نظر می‌رسد زمان حال همین جمله، «بینی من اکنون در حال رشد است» یا «بینی من دراز می‌شود»، فرصت بهتری برای ایجاد پارادوکس دروغگو فراهم می‌کند.
جملهٔ «بینی من دراز می‌شود» می‌تواند درست یا نادرست باشد.
فرض کنید جملهٔ «بینی من اکنون دراز می‌شود» درست است:
- این به این معنی است که بینی پینوکیو الان دراز نمی‌شود، چون او صادقانه می‌گوید که دراز می‌شود.
- اما بر اساس داستان، بینی پینوکیو فقط زمانی دراز می‌شود که او دروغ می‌گوید. پس، بینی نباید اکنون دراز شود.
- اما اگر بینی پینوکیو اکنون دراز نشود، و او صادقانه بگوید که دراز می‌شود، پس حرف او نادرست است.
- اما اگر حرف پینوکیو نادرست باشد، بینی‌اش باید دراز شود. اما اگر بینی پینوکیو دراز شود، حرف او که می‌گوید بینی‌اش دراز می‌شود، درست است.
- و این چرخه به‌صورت بی‌انتها ادامه می‌یابد.[۲]

فرض کنید جملهٔ «بینی من اکنون دراز می‌شود» نادرست است:
- این به این معنی است که بینی پینوکیو اکنون دراز می‌شود، زیرا او به‌دروغ می‌گوید که دراز می‌شود.
- اما بر اساس داستان، بینی پینوکیو تنها زمانی دراز می‌شود که دروغ می‌گوید.
- حال، اگر بینی پینوکیو در حال دراز شدن باشد و او به‌دروغ بگوید که در حال دراز شدن است، پس جملهٔ او درست است. اما اگر جملهٔ او درست باشد، بینی‌اش نباید دراز شود.
- اما اگر بینی‌اش دراز نشود و او بگوید که در حال دراز شدن است، پس حرف او نادرست است.
- و این چرخه بی‌نهایت ادامه پیدا می‌کند.[۲]

و برای اینکه موضوع ساده‌تر شود، همان‌طور که الدریج-اسمیت بیان می‌کند، «بینی پینوکیو در حال رشد است، اگر و تنها اگر در حال رشد نباشد.» این امر باعث می‌شود که جملهٔ پینوکیو «نسخه‌ای از پارادوکس دروغگو» باشد.
الدریج-اسمیت استدلال می‌کند که چون عبارات «درست نیست» و «در حال رشد است» مترادف نیستند، پارادوکس پینوکیو یک پارادوکس معناشناسی نیست:
پارادوکس پینوکیو، به‌نوعی، یک مثال نقض برای راه‌حل‌هایی است که برای پارادوکس دروغگو ارائه شده‌اند و گزاره‌های معنایی را از زبان شیء حذف می‌کنند، زیرا «در حال رشد است» یک گزاره معناشناسی نیست.
الدریج-اسمیت معتقد است که نظریهٔ آلفرد تارسکی، که بیان می‌دارد پارادوکس‌های دروغگو تنها در زبان‌های «بستهٔ معنایی» به وجود می‌آیند، نباید در مورد پارادوکس پینوکیو به کار رود. منظور تارسکی از «زبان بستهٔ معنایی» زبانی است که در آن یک جمله می‌تواند درستی (یا نادرستی) جمله‌ای دیگر در همان زبان را پیش‌بینی کند:
پارادوکس پینوکیو یک مسئلهٔ کاملاً منطقی را برای هر راه‌حل سلسله‌مراتبی زبان فراگیر، چه سخت‌گیرانه و چه لیبرال، مطرح می‌کند. سناریوی پینوکیو در دنیای ما رخ نخواهد داد، پس یک مسئلهٔ عملی نیست. به نظر می‌رسد که می‌تواند یک دنیای منطقاً ممکن وجود داشته باشد که در آن بینی پینوکیو رشد می‌کند، اگر و تنها اگر او چیزی را بگوید که درست نیست. با این حال، نمی‌توان چنین دنیای منطقاً ممکنی وجود داشته باشد که در آن او جملهٔ «بینی من در حال رشد است» را بگوید. رویکرد سلسله‌مراتبی زبان فراگیر نمی‌تواند این مسئله را بر اساس تحلیل تارسکی توضیح دهد و بنابراین نمی‌تواند پارادوکس پینوکیو را که نسخه‌ای از پارادوکس دروغگو است، حل کند.
در مقالهٔ بعدی الدریج-اسمیت با عنوان «پینوکیو علیه دیالتیست‌ها»، او بیان می‌کند: «اگر این یک تناقض واقعی باشد که بینی پینوکیو هم رشد می‌کند و هم رشد نمی‌کند، پس چنین دنیایی از نظر متافیزیکی غیرممکن است، نه فقط از نظر معنایی.» سپس او به خوانندگان یادآوری می‌کند که وقتی (در پارادوکس پل بوریدان) سقراط پرسید آیا می‌تواند از پلی عبور کند، افلاطون پاسخ داد که او تنها «اگر در اولین گزاره‌ای که بیان می‌کنی حقیقت را بگویی، می‌توانی از پل عبور کنی. اما اگر دروغ بگویی، مطمئناً تو را در آب خواهم انداخت.» سقراط پاسخ داد: «تو قصد داری مرا در آب بیندازی.» پاسخ سقراط یک سفسطه است که افلاطون را در موقعیت دشواری قرار می‌دهد. او نمی‌توانست سقراط را در آب بیندازد، زیرا با این کار افلاطون به قول خود مبنی بر اینکه اگر سقراط حقیقت را بگوید به او اجازهٔ عبور می‌دهد، عمل نکرده بود. از سوی دیگر، اگر افلاطون به سقراط اجازهٔ عبور می‌داد، این به این معنی بود که سقراط در پاسخ خود به دروغ گفته بود که «تو قصد داری مرا در آب بیندازی» و بنابراین باید در آب انداخته می‌شد. به عبارت دیگر، سقراط می‌توانست از پل عبور کند، اگر و تنها اگر نمی‌توانست از آن عبور کند.

## راه‌حل‌ها

### زمان آینده
ویلیام اف. والیسلا، در حالی که اعتراف می‌کند مقالات منتشرشده در مجلهٔ تحلیل را نخوانده، می‌گوید که در زمان آیندهٔ جملهٔ «بینی من اکنون دراز خواهد شد» یا در زمان حال جملهٔ «بینی من اکنون دراز می‌شود» پارادوکسی نمی‌بیند.
والیسلا استدلال می‌کند که جملهٔ زمان آینده نمی‌تواند پارادوکس دروغگو را ایجاد کند، زیرا هرگز نمی‌توان با آن مانند یک دروغ برخورد کرد. او این نکته را با مثالی توضیح می‌دهد: «فرض کنید پیش‌بینی می‌کنم که فردا صبح، ساعت ۶، فشار خون من ۱۲۵/۷۵ خواهد بود، اما پیش‌بینی من نادرست از آب در می‌آید: فشار خون من فردای آن روز ۱۳۵/۸۵ است. هیچ‌کس که پیش‌بینی من را شنیده باشد نمی‌تواند ادعا کند که من هنگام بیان آن دروغ گفته‌ام، حتی اگر قصد فریب شنوندگانم را داشتم؛ زیرا با اینکه من یک گزارهٔ نادرست (که بعداً مشخص شد) را با قصد فریب بیان کردم، هیچ راهی برای دانستن دقیق فشار خونم در روز بعد نداشتم.» همین توضیح می‌تواند برای جملهٔ پینوکیو نیز به کار رود. حتی اگر پیش‌بینی او مبنی بر اینکه بینی‌اش رشد خواهد کرد نادرست از آب درآید، ادعای دروغ گفتن او غیرممکن است. سپس والیسلا توضیح می‌دهد که چرا اگر از زمان حال در جملهٔ پینوکیو استفاده شود، او پارادوکس دروغگو را در آن نمی‌بیند:
اگر پینوکیو بگوید «بینی من اکنون دراز می‌شود»، یا در حال دروغ گفتن است یا نیست. اگر در حال دروغ گفتن باشد، پس گزاره‌ای نادرست بیان می‌کند، که به این معنی است که بینی‌اش اکنون دراز نمی‌شود. اگر در حال دروغ گفتن نباشد، پس گزاره‌اش یا درست است یا نادرست، که به این معنی است که یا بینی‌اش اکنون دراز می‌شود یا دراز نمی‌شود. این مسئله کاملاً بی‌اشکال و بدون تناقض است.
با این حال، استدلال والیسلا را می‌توان به این صورت نقد کرد: برخلاف پینوکیو، فشار خون والیسلا به راست یا دروغ بودن اظهارات خودش واکنش نشان نمی‌دهد. اما پینوکیو، که در چارچوب مشاهدهٔ این حقیقت عمل می‌کند که بینی‌اش فقط و فقط زمانی رشد می‌کند که دروغ می‌گوید، یک گزارهٔ استقرایی را بیان می‌کند که بر اساس تجربیات گذشته‌اش آن را درست می‌داند.
اما این نقد به استدلال والیسلا نیز می‌تواند به چالش کشیده شود. بر اساس درک خود پینوکیو از ماهیت و دلیل رشد بینی‌اش، «بینی من اکنون دراز می‌شود» تنها زمانی می‌تواند یک 'استدلال استقرایی' باشد که پینوکیو به دروغی اشاره کند که دقیقاً قبل از آن گفته است. برای پینوکیو، «بینی من اکنون دراز می‌شود» صرفاً جمله‌ای است که به‌طور ضمنی بیان می‌کند هر آنچه او دقیقاً قبل از آن گفته، دروغ بوده و به همین دلیل احتمالاً بینی‌اش اکنون به خاطر آن دروغ در حال رشد است. در این زمینه، جملهٔ «بینی من اکنون دراز می‌شود» یک پیش‌بینی یا یک حدس 'آگاهانه' است که ذاتاً نمی‌توان آن را یک حقیقت تلقی کرد؛ بنابراین، اینکه بینی‌اش اکنون رشد می‌کند یا نه، صرفاً به این بستگی دارد که او بعد از «بینی من اکنون دراز می‌شود» چه گفته است.